# Zoltán Balog (Bischof)

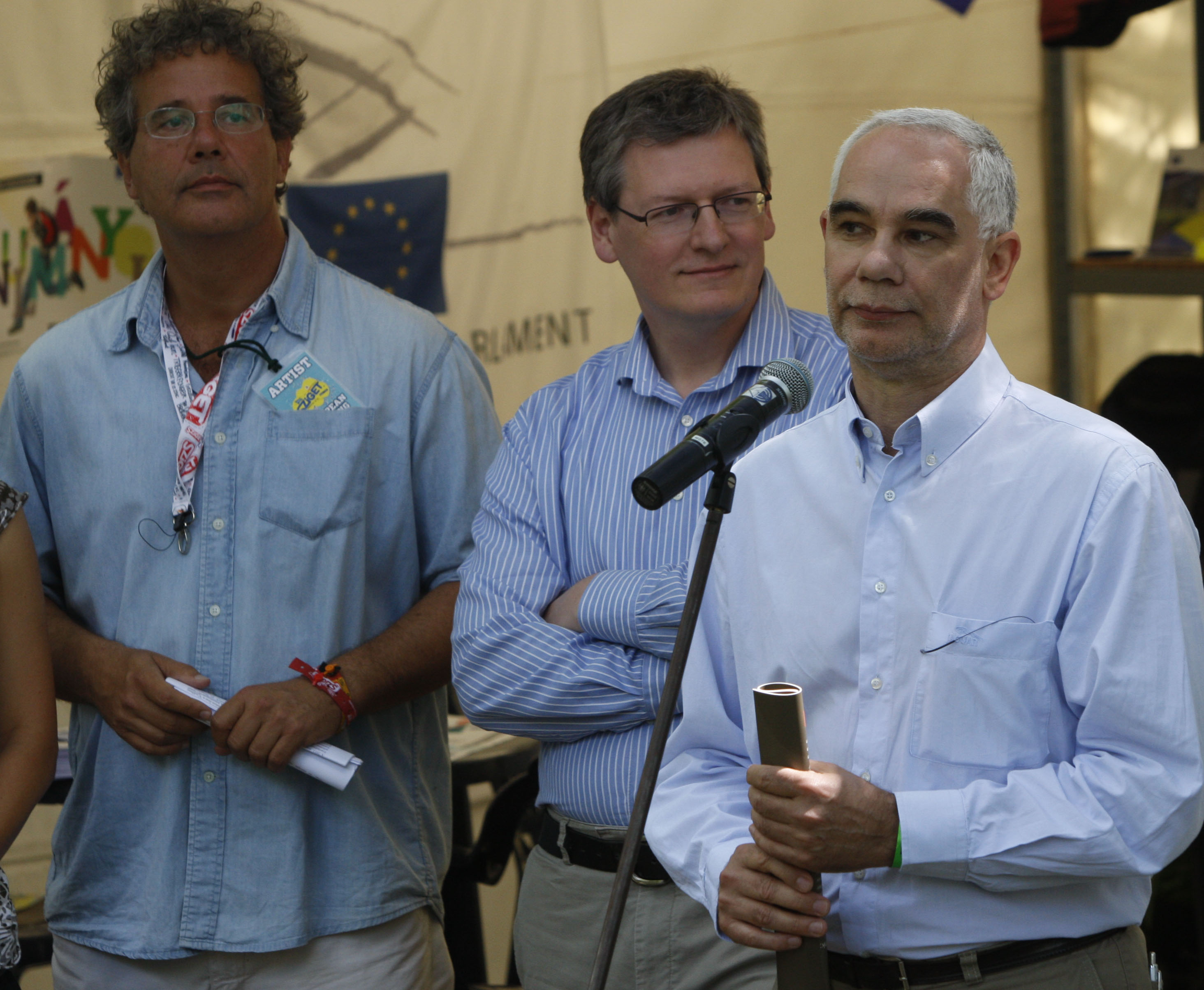
Zoltán Balog (rechts) und László Andor (Mitte), 2011

Zoltán Balog (* 7. Januar 1958 in Ózd) ist ein ungarischer Politiker und Pastor der reformierten Kirche. Von Mai 2012 bis Mai 2018 war er unter Ministerpräsident Viktor Orbán Minister für Humanressourcen mit der Zuständigkeit für die Bereiche Gesundheit, Soziales, Jugend, Bildung, Kultur und Sport. Er ist seit dem 25. Januar 2021 der Bischof der Diözese Dunamellék der ungarischen reformierten Kirche. Am 17. Februar 2021 wurde er zum pastoralen Präsidenten der Synode der ungarischen reformierten Kirche gewählt. Im Februar 2024 legte er sein Amt als Präsident zurück.

## Werdegang
Zoltán Balog studierte ab 1978 Evangelische Theologie, zunächst in Ungarn, zwischen 1980 und 1983 in Berlin (Ost) und an der Martin-Luther-Universität Halle-Wittenberg. Von 1983 bis 1987 arbeitete er als Gemeindepfarrer in Maglód, anschließend ging er für weitere theologische Studien nach Tübingen. 1989 benannte ihn der Ökumenische Rat der Kirchen in Ungarn als Seelsorger für die Flüchtlinge aus der DDR im Flüchtlingslager Budapest-Csillebérc.
Von 1989 bis 1991 war Balog Dozent für Neues Testament an der Károli Gáspár Reformierten Universität in Budapest, anschließend bis 1996 Religionslehrer. Nebenamtlich wirkte er von 1991 bis 1994 als Berater der Partei Fidesz – Ungarischer Bürgerbund in Kirchenfragen. Nach einem längeren Aufenthalt als Gastwissenschaftler an der Universität Bonn arbeitete er von 1996 bis 2006 als Pfarrer der deutschen reformierten Gemeinde in Budapest. Von 1998 bis 2002 war er ferner Berater von Ministerpräsident Orbán, 2002 bis 2003 im Amt des Ungarischen Präsidenten zuständig für Sozialpolitik.
Bei den Parlamentswahlen in Ungarn 2006 erhielt Balog ein Mandat im Ungarischen Parlament. Dieses Mandat verteidigte er in den Parlamentswahlen 2010, 2014 und 2018 als unabhängiger Kandidat auf der Liste der Fidesz-Partei. 2007 wurde er stellvertretender Vorsitzender der Fidesz-Fraktion und Vorsitzender des Kulturreferats der Partei. Nach der Wahl 2010 trat er in die zweite Regierung Orbán als Staatssekretär für Soziale Inklusion im Ministerium für Öffentliche Verwaltung und Justiz ein. Im Mai 2012, als der Minister für Nationale Ressourcen Miklós Réthelyi zurücktrat, ernannte Ministerpräsident Orbán Balog als dessen Nachfolger im nun umbenannten Amt des Ministers für Humanressourcen, das er auch im Kabinett Orbán III bis Mai 2018 ausübte. Im September 2018 legte er auch sein Abgeordnetenmandat nieder, um erneut als Seelsorger und Vorsitzender der Fidesz-nahen Bürgerstiftung Polgári Magyarországért Alapítvány zu arbeiten. Weiterhin wird er seine Arbeit in der Kommission für Romafragen des Ministerpräsidenten fortsetzen.
Am 5. November 2020 wurde Zoltán Balog zum Bischof der Diözese Dunamellék der ungarischen reformierten Kirche gewählt. Bei seiner Amtseinführung am 25. Januar 2021 übernahm er offiziell das Bischofsamt von seinem Vorgänger István Bogárdi Szabó, der die Diözese 18 Jahre lang geleitet hatte. Nach seiner Vereidigung bezeichnete er die Stärkung der Gemeinden als seine dringendste Aufgabe. Er beschrieb den Unterschied zwischen seinem früheren Ministerdienst und dem bevorstehenden bischöflichen Dienst wie folgt:

„In der Kirche mögen wir es nicht, das, was wir als Wahrheit erkannt haben, im Namen einer Art politischer Korrektheit zum Schweigen zu bringen oder neu zu verpacken. Getreu der Reformation und des biblischen Erbes ist größtmögliche Aufrichtigkeit erforderlich.“

Die Bischofsweihe fand am 24. Mai 2021 in Nagykőrös, Komitat Pest, statt.
Balog wurde am 17. Februar 2021 zum pastoralen Präsidenten der Synode der Reformierten Kirche in Ungarn gewählt. Nach dem Rücktritt von Staatspräsidentin Katalin Novák und dem Rückzug der ehemaligen Justizministerin Judit Varga wegen Begnadigung eines Mannes, der wegen Beihilfe zu sexuellem Missbrauch von Minderjährigen verurteilt worden war, legte Balog im Februar 2024 sein Amt als Präsident nieder. Seine Nachfolge als Synodenpräsident und leitender Bischof der Reformierten Kirche in Ungarn übernahm József Steinbach, der Bischof des Kirchendistrikts Transdanubien.

## Privates
Balog ist verheiratet, hat vier Töchter, einen Sohn und acht Enkelkinder. Seine Frau ist eine Assistenzprofessorin.
Im Oktober 2018 traute er die FDP-Generalsekretärin Nicola Beer. Balog ist ein langjähriger Freund ihres Ehemannes.

## Ehrungen
- 2000: Pro-Ecclesia-Preis von Oradea
- 2013: Großes Bundesverdienstkreuz mit Stern und Schulterband für seine Verdienste um das deutsch-ungarische Verhältnis und seinen Einsatz für Minderheiten[23][24]
- 2018: Ehrenbürger der Stadt Maglód[25]